# أونا أونيل
أونا أونيل شابلن، سيدة شابلن (بالإنجليزية:Oona O'Neill Chaplin, Lady Chaplin) (مواليد 14 مايو 1925 - وفيات 27 سبتمبر 1991) ممثلة أمريكية من أصل إنجليزي كانت الزوجة الرابعة والأخيرة للممثل الأنجليزي المعروف تشارلي تشابلن .

## روابط خارجية
- أونا أونيل على موقع IMDb (الإنجليزية)
- أونا أونيل على موقع أول موفي (الإنجليزية)
- أونا أونيل على موقع قاعدة بيانات برودواي على الإنترنت (الإنجليزية)
- أونا أونيل على موقع قاعدة بيانات الأفلام السويدية (السويدية)
- أونا أونيل على موقع إن إن دي بي (الإنجليزية)
- أونا أونيل على موقع قاعدة بيانات الفيلم (الإنجليزية)
- أونا أونيل على موقع فايند أغريف